# Robert de Stuteville
Robert de Stuteville (auch D’Estotville) († zwischen 9. Oktober 1282 und 13. Dezember 1283) war ein schottischer Geistlicher. Von 1253 bis 1254 war er gewählter Bischof von St Andrews und ab 1272 oder 1273 war er Bischof von Dunkeld.

## Herkunft und Aufstieg als Geistlicher

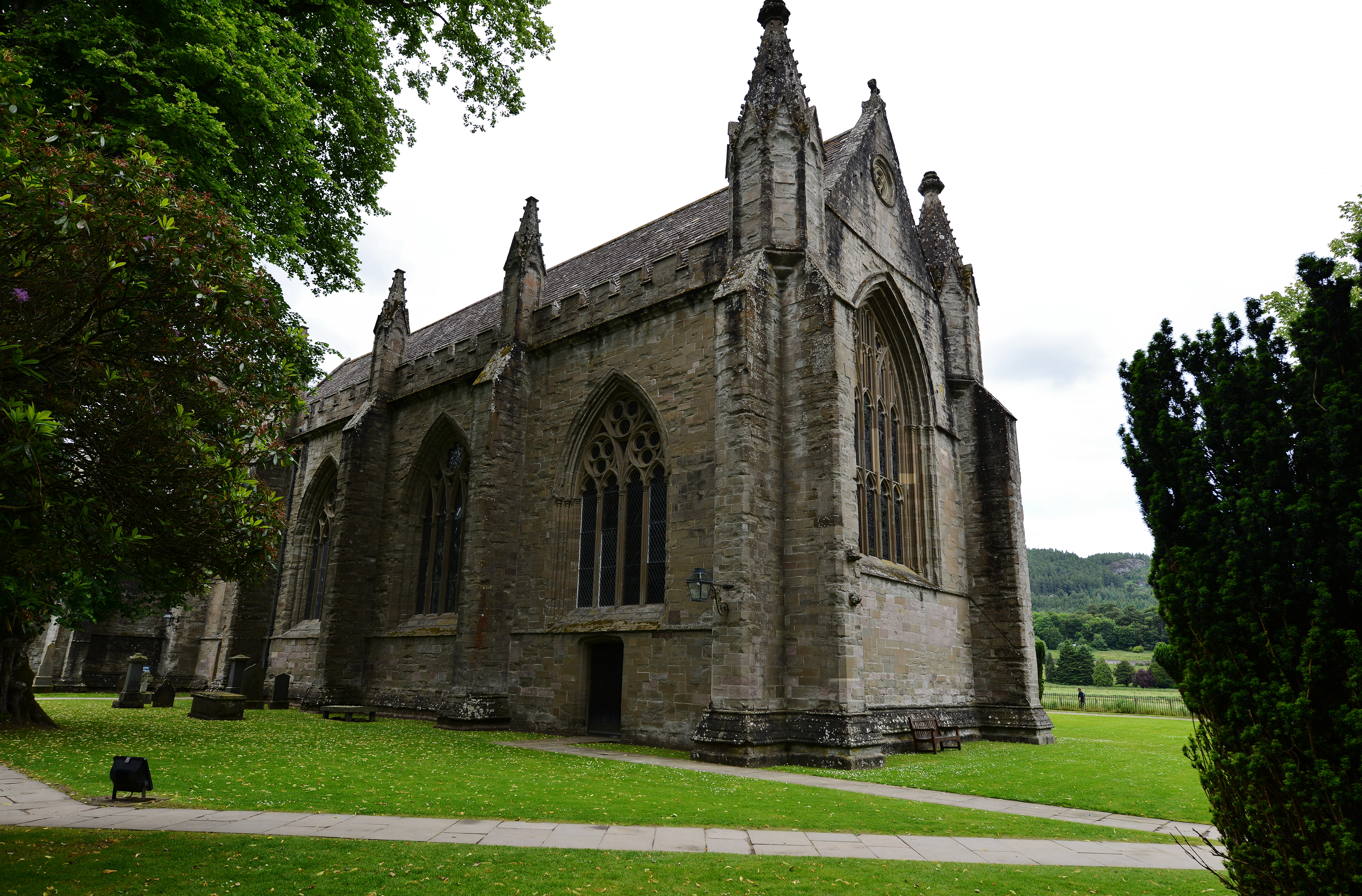
Der Chorraum der Kathedrale von Dunkeld, wo Stuteville als Dekan und als Bischof tätig war

Die Herkunft von Stuteville ist unklar. Er entstammte einer adligen Familie, vermutlich entstammte er dem schottischen Zweig der ursprünglich anglonormannischen Familie Stuteville aus Liddel in Cumberland. Vor März 1234 erlangte er einen Abschluss als Magister. Zu seiner Versorgung erhielt er Einkünfte aus den Kirchen von Dunbennan und Kinnoir in Aberdeenshire. Als Kleriker war er zunächst im nordschottischen Bistum Moray tätig, ehe er vor September 1241 ins Bistum Dunkeld wechselte. Vor dem 26. April 1245 wurde er Kanoniker an der Kathedrale von Dunkeld. Vor Juli 1250 wurde er Dekan der Kathedrale.

## Scheitern der Wahl zum Bischof von St Andrews
Am 28. Juni 1253 wählte das Kathedralkapitel von St Andrews Stuteville als Kompromisskandidat zum neuen Bischof des Bistums St Andrews, der größten und reichsten schottischen Diözese. Der von Walter Comyn dominierte Regentschaftsrat, der für den minderjährigen König Alexander III. die Regierung führte, hatte erwartet, dass der königliche Kanzler Gamelin zum Bischof gewählt werden würde. Deshalb verweigerte die Krone die Zustimmung zur Wahl von Stuteville, worauf sich das Kathedralkapitel an die Kurie in Rom wandte. Der Kanoniker Abel Gullane wurde nach Rom gesandt, doch er erreichte dort, dass der Papst die Wahl von Stuteville verwarf und stattdessen Gullane selbst zum neuen Bischof von St Andrews ernannte. Gullane starb zwar bereits vor Ende 1254, doch das Kathedralkapitel wählte nun Gamelin zum neuen Bischof, so dass Stuteville leer ausging.

## Bischof von Dunkeld
Stuteville blieb als Kanoniker in Dunkeld. Nach dem Tod von Bischof Richard of Inverkeithing wurde er möglicherweise noch im gleichen Jahr zum Bischof des Bistums Dunkeld gewählt. Da die schottischen Bistümer direkt der Kurie unterstanden, musste die Wahl vom Papst bestätigt werden. Am 7. Mai 1273 beauftragte Papst Gregor X. die Bischöfe Archibald von Moray, Hugh of Bennum von Aberdeen und Robert Wishart von Glasgow, die Rechtmäßigkeit der Wahl und die Eignung von Stuteville für das Bischofsamt zu überprüfen. Sollten sie keine Einwände haben, sollten sie im Auftrag des Papstes die Wahl bestätigen und Stuteville zum Bischof weihen. Vor dem 9. November 1273 wurde Stuteville zum Bischof geweiht. Über seine Tätigkeit als Bischof ist nur wenig bekannt. Er wird am 9. Oktober 1282 noch erwähnt, doch am 13. Dezember 1283 bestätigte die Kurie die Wahl eines neuen Bischofs, so dass er in diesem Zeitraum gestorben sein muss.